# Échigey
Échigey är en kommun i departementet Côte-d'Or i regionen Bourgogne-Franche-Comté i östra Frankrike. Kommunen ligger i kantonen Genlis som tillhör arrondissementet Dijon. År 2022 hade Échigey 307 invånare.

## Befolkningsutveckling
Antalet invånare i kommunen Échigey
Referens:INSEE